# Glochidion cenabrei
Glochidion cenabrei är en emblikaväxtart som beskrevs av Elmer Drew Merrill. Glochidion cenabrei ingår i släktet Glochidion och familjen emblikaväxter. Inga underarter finns listade i Catalogue of Life.